# Lindentunnel
Der Lindentunnel ist ein teilweise zugeschütteter Tunnel unter dem Boulevard Unter den Linden im Berliner Ortsteil Mitte. Der ab 1914 gebaute und am 17. und 19. Dezember 1916 eröffnete Tunnel diente der Straßenbahn als Unterführung des Boulevards und ersetzte eine 1894 in Betrieb genommene, höhengleiche Kreuzung an gleicher Stelle. Die Straßenbahn nutzte das Bauwerk bis 1951, danach war es unter anderem Requisitenlager der Berliner Staatsoper und Abstellplatz für Fahrzeuge der Volkspolizei der DDR. Nach der deutschen Wiedervereinigung nutzte der Aktionskünstler Ben Wagin einige Teile als Ausstellungsfläche, andere Teile sind ab den 1990er Jahren Requisitenlager des Maxim-Gorki-Theaters. Mittelfristig ist ein vollständiger Abriss des Tunnels vorgesehen.

## Vorgeschichte

### Lindenkreuzung
Der Boulevard Unter den Linden stellte rechtlich eine Besonderheit im Berliner Straßennetz dar. Die vor 1837 in Berlin angelegten Straßen, Plätze und Brücken gingen mit Gesetz vom Dezember 1875 am 1. Januar 1876 in das Eigentum der Stadt über. Ausnahmen bestanden unter anderem für Landes-Chausseen und die Straße Unter den Linden. Darüber hinaus galt das Recht des Deutschen Kaisers und preußischen Königs, in Fragen der Stadtgestaltung das letzte Wort zu haben.
Die 1871 gegründete Große Berliner Pferde-Eisenbahn (GBPfE) eröffnete 1873 ihre erste Strecke vom Rosenthaler Tor nach Gesundbrunnen. In den nächsten Jahren folgten weitere Strecken von den ehemaligen Toren der Akzisemauer in die Vororte. Die einzelnen Strecken waren über eine Ringlinie, die spätere Linie 1 – Stadtring, die dem ungefähren Verlauf der Mauer folgte, miteinander verknüpft. Sie war die erste Nord-Süd-Verbindung innerhalb Berlins. Eine zweite Verbindung über die Spandauer Straße ging 1883 in Betrieb. Der zwischen der Spandauer Straße und dem Brandenburger Tor gelegene 2,2 Kilometer lange Abschnitt, in dem sich die Straße Unter den Linden befindet, blieb ausgespart. Die GBPfE bemühte sich 1875 erstmals für eine Querung der „Linden“ im Verlauf der Charlottenstraße, die der Berliner Polizeipräsident mit Verweis auf die geringe Breite der Straße ablehnte.

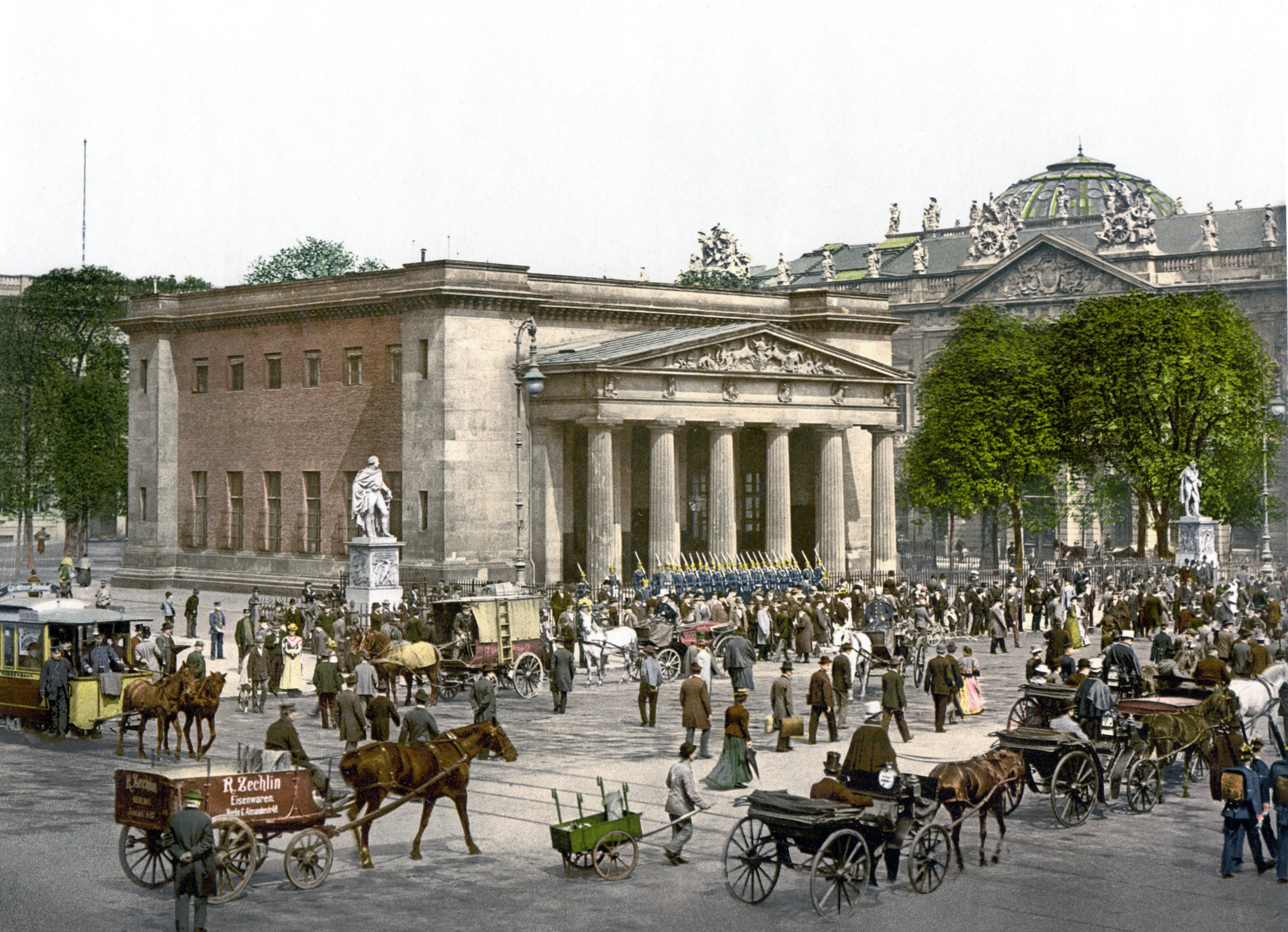
Lindenkreuzung vor der Neuen Wache mit einem Pferdebahnwagen der GBPfE von links kommend, um 1900

Die GBPfE konzentrierte sich ab den 1880er Jahren auf den weiteren Ausbau ihres Netzes. Da die zentrale Nord-Süd-Verbindung nach wie vor fehlte, trat die Leitung der Pferde-Eisenbahn mit Unterstützung des Berliner Magistrats 1885 erneut an das Polizeipräsidium heran. Dieses lehnte das Vorhaben erneut ab und schlug stattdessen eine Kreuzung in Höhe der Schloßbrücke über Schinkelplatz und Am Kupfergraben vor. Die Stadt richtete daraufhin 1888 ein Immediatgesuch an den Kaiser, in dem sie auf die dringende Notwendigkeit einer Nord-Süd-Straßenbahnverbindung verwies. Sie schlug vor, die Strecke durch die Friedrichstraße zu führen, die zwischen Behrenstraße und Dorotheenstraße ausreichend verbreitert werden sollte. Der Kaiser erkannte die Dringlichkeit des Vorhabens, dennoch lehnte er den von der Stadt vorgelegten Plan ab. Es kam zu weiteren Verhandlungen über die Lage der Kreuzung; die Beteiligten einigten sich auf eine Verbindung in Höhe der Straße Hinter der Katholischen Kirche, dem Platz am Opernhause und dem Kastanienwäldchen (zwischen Palais des Prinzen Heinrich, Neuer Wache und Sing-Akademie gelegen). Die Verbindung ging am 22. September 1894 in Betrieb.
Für die Herstellung der Verbindung entrichtete die Gesellschaft eine Pauschale von einer Million Mark an die Stadt. Sie war damit von den Kosten für den Grunderwerb befreit. Die Stadt ihrerseits geriet dadurch in einen 20 Jahre andauernden Rechtsstreit mit der Universität als Eigentümer des Kastanienwäldchens. Die Universität verlangte für die Nutzung des ihr 1810 von Friedrich Wilhelm III. übertragenen Wäldchens eine Jahresrente von fünf Prozent von 1.526.800 Mark. Die Summe entsprach dem Wert, den das Grundstück als Bauland erzielt hätte. Die Stadt sah das Kastanienwäldchen nur als Grünfläche an und wollte so den Preis herabsetzen. Der Streit endete unter dem Rektorat Max Plancks 1914 mit einem Vergleich. Zu diesem Zeitpunkt war der Erste Weltkrieg ausgebrochen, der Bau des Lindentunnels stand fest. Die Stadt entrichtete die Summe von 1.069.250,86 Mark an die Universität (kaufkraftbereinigt in heutiger Währung: rund 7,03 Millionen Euro). Diese hatte auf Anweisung des preußischen Finanzministers August Lentze das Geld für eine Kriegsanleihe aufzuwenden.
Ab 1896 begann die GBPfE mit der Elektrifizierung ihres Streckennetzes, der sie 1898 mit der Umbenennung in „Große Berliner Straßenbahn“ (GBS) Rechnung trug. Die Stromzuführung erfolgte über Oberleitung und Rollenstromabnehmer. An repräsentativen Plätzen, so auch an der Lindenkreuzung, war die Oberleitung aus ästhetischen Gründen verboten. Die GBS setzte daher anfangs Akkumulator-Triebwagen ein, am 7. Oktober 1901 rüstete sie die Lindenkreuzung mit Unterleitung (Schlitzrohrfahrleitung) aus. Diese Art der Stromversorgung war nicht zufriedenstellend, da die Leitungskanäle durch Laub und Schneematsch schnell verstopften und die Stromabnehmer bei den kleinsten Hindernissen abbrachen. Die Behörden verordneten daher im Winter 1906/1907 die Installation von Notoberleitungen, die 1907 durch ständige Einrichtungen ersetzt wurden. Durch die enorme Breite der Fahrbahn waren die Leitungen in Höhe der Straße auf einer Länge von 60 Metern ohne Zwischenaufhängung abgespannt.

### Tunnelpläne der Großen Berliner Straßenbahn und der Stadt Berlin
Da die 1894 eröffnete Lindenkreuzung schnell an ihre Leistungsgrenze geriet, ersuchte die Stadt 1897 vergeblich um die Genehmigung einer zweiten Kreuzung an der Charlottenstraße. Der Polizeipräsident schlug indes eine Verlängerung der Kanonierstraße zur Neustädtischen Kirchstraße mit einem Straßendurchbruch zwischen Behrenstraße und „Linden“ vor. Die Stadt stellte daraufhin Pläne zur Umsetzung des Vorschlags aus. Im April 1901 untersagte Kaiser Wilhelm II. jedoch jede weitere oberirdische Kreuzung des Boulevards. Er soll die Projektunterlagen angeblich mit der Bemerkung „Nein, wird unterirdisch gemacht!“ versehen haben, die Authentizität des Satzes ist nicht nachweisbar. Alternativ wird dem Kaiser auch der Spruch „Drunter durch, nicht drüber (hin)weg!“ in den Mund gelegt, der nach anderen Quellen wiederum der ab 1902 geplanten Errichtung einer Hängebahn nach Vorbild der Wuppertaler Schwebebahn gegolten haben soll.
Die Zeit vor dem Tunnelbau war geprägt von einem starken Zerwürfnis zwischen der Stadt Berlin und der Großen Berliner Straßenbahn. Auslöser des Konflikts war die von der GBS beantragte und vom Polizeipräsidenten am 4. Mai 1900 gestattete Verlängerung der Konzessionsdauer bis zum 31. Dezember 1949. Der mit der Stadt abgeschlossene Zustimmungsvertrag, der die Benutzung der Straßen regelte, lief bis zum 31. Dezember 1919. Die GBS leitete aus der Konzessionsverlängerung jedoch generell das Recht ab, den Straßenbahnbetrieb über das Jahr 1919 hinaus führen zu dürfen. In der Folge gab es mehrere juristische Auseinandersetzungen, aus denen mal die eine, mal die andere Partei als Sieger hervorging. In Fragen der Verkehrsgestaltung gingen beide Seiten eigene Wege. Die Stadt beschloss 1900 die Einrichtung eigener Straßenbahnlinien, hinsichtlich der Lindenkreuzung erarbeiteten beide Seiten verschiedene Pläne, die eine Untertunnelung der Straße in Höhe des Opernhauses vorsahen. Die Morgenausgabe der Berliner Volks-Zeitung vom 11. Dezember 1904 stellte die vier Varianten – eine städtische und drei der GBS – vor. Die Stadt überarbeitete unter Federführung von Stadtbaurat Friedrich Krause ihren Entwurf und stellte kurz darauf zwei Varianten für einen Lindentunnel vor. Die Standortwahl fiel auf die bestehende Kreuzung, da an anderer Stelle die Rampen nicht hätten gebaut werden können oder die Kosten für den Grunderwerb zu hoch waren. Die Tunnelfahrbahn sollte viergleisig ausgeführt werden, um neben den Linien der städtischen Straßenbahn (SSB) und der von der Stadt erworbenen Berliner Elektrischen Straßenbahnen (BESTAG) auch die Linien der GBS und ihrer Tochtergesellschaften aufnehmen zu können. Die Nordrampe befand sich bei beiden Entwürfen in Höhe des Kastanienwäldchens. Beim ersten Entwurf sollte die südliche Rampe östlich zwischen Opernhaus und Prinzessinnenpalais liegen, beim zweiten Entwurf westlich zwischen Opernhaus und der Königlichen Bibliothek („Kommode“).
Parallel weitete auch die GBS ihre Pläne aus und legte zusammen mit ihrer Tochtergesellschaft Berlin-Charlottenburger Straßenbahn 1905 ein umfangreiches System aus Tunnelstrecken vor. Die sahen zwei in Ost-West-Richtung verlaufende Tunnel, einen südlichen unter der Leipziger und Potsdamer Straße und einen nördlichen vom Opernhaus bis hinter die Siegesallee im Tiergarten vor. Die Stadt bemängelte die Pläne als unzureichend, woraufhin die GBS diese mehrfach abänderte. Die Fassung von 1907 enthielt beim Nordtunnel zwei Schleifen unter dem Platz am Opernhause und dem Brandenburger Tor, die den Nord-Süd-Verkehr mitaufnehmen sollten. Die Stadtverwaltung wich indes nicht von ihrer Kritik ab und stützte sich dabei auf die Ergebnisse mehrerer Gutachter, unter anderem Gustav Kemmann und Otto Blum. Stadtbaurat Friedrich Krause konterte den Entwurf der GBS mit einer Denkschrift, in der er anstelle zweier langer Tunnel mehrere kurze Tunnel, unter anderem am Opernhaus und am Brandenburger Tor, sowie zahlreiche Straßendurchbrüche vorschlug. Auf einer Verkehrskonferenz vom 9. April 1908 unter Leitung des preußischen Ministers der öffentlichen Arbeiten Paul von Breitenbach erklärte dieser die Bedenken der Gutachter gegenüber den Entwürfen der GBS für berechtigt und bescheinigte den städtischen Entwürfen einen großen Nutzen. Bei einer Audienz des Berliner Oberbürgermeisters Martin Kirschner beim Kaiser wurde letztendlich festgestellt, dass der Nordtunnel – mit Ausnahme der Nord-Süd-Querungen – unnötig sei. Für den Südtunnel sollten hingegen weitere Studien angestellt werden. Die Tunnelprojekte waren damit praktisch ad acta gelegt.

Tunnelentwürfe 1904–1911
Tunnelpläne in der Berliner Volks-Zeitung
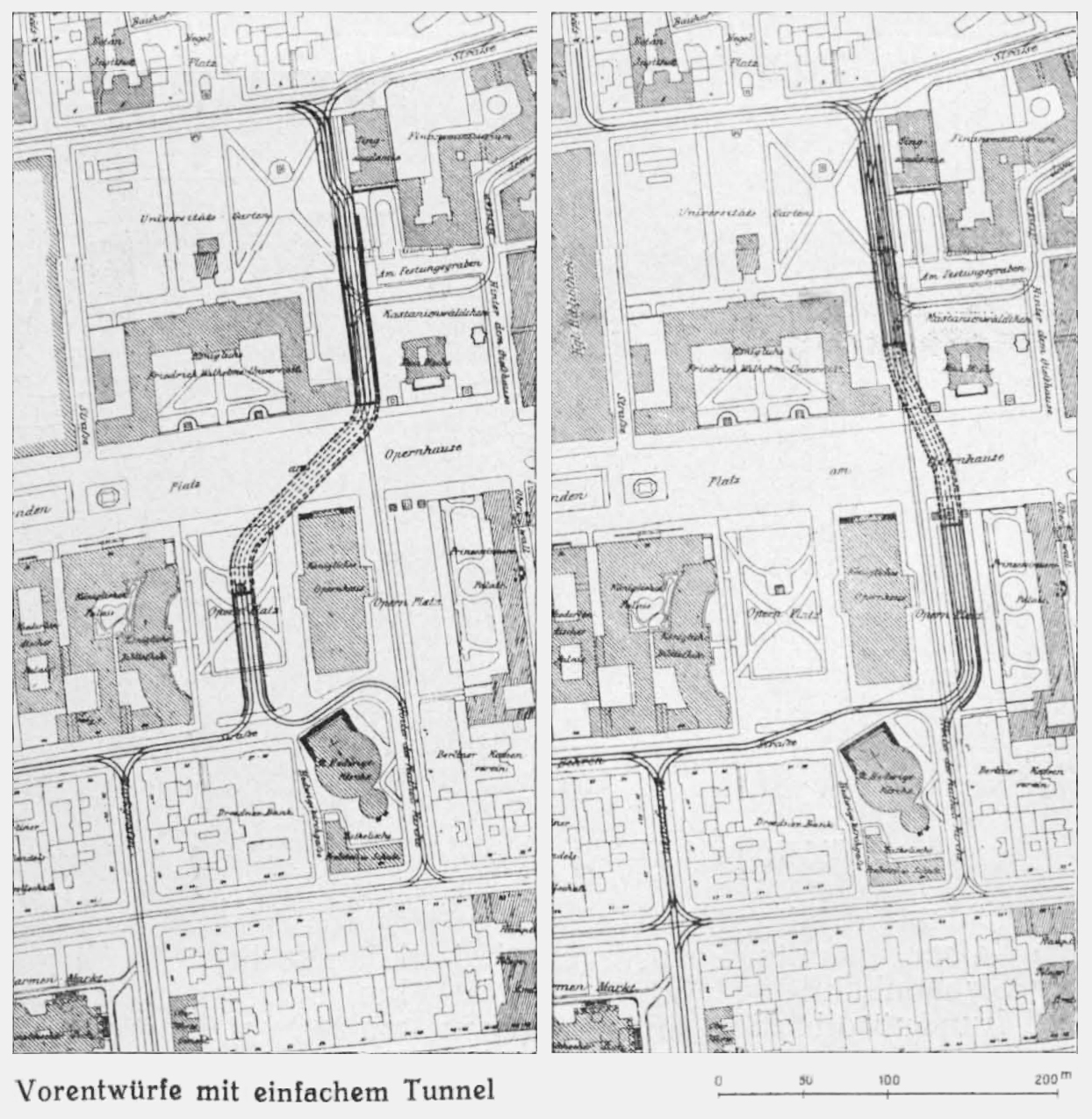
Erste Entwürfe der Stadt für einen viergleisigen Lindentunnel
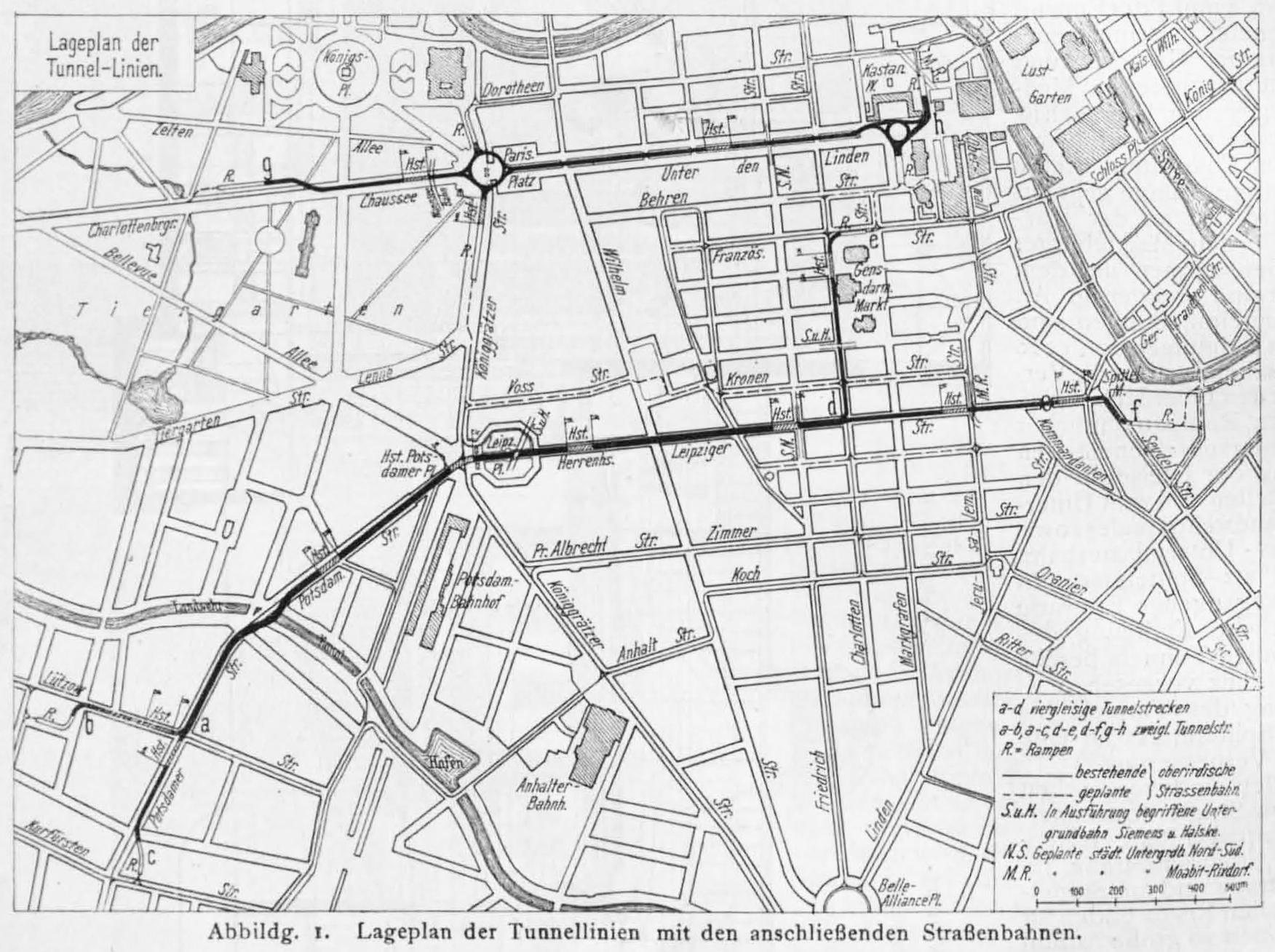
Tunnelentwürfe der GBS mit Nord- und Südtunnel, die Lindenkreuzung befand sich am Ostende des Nordtunnels
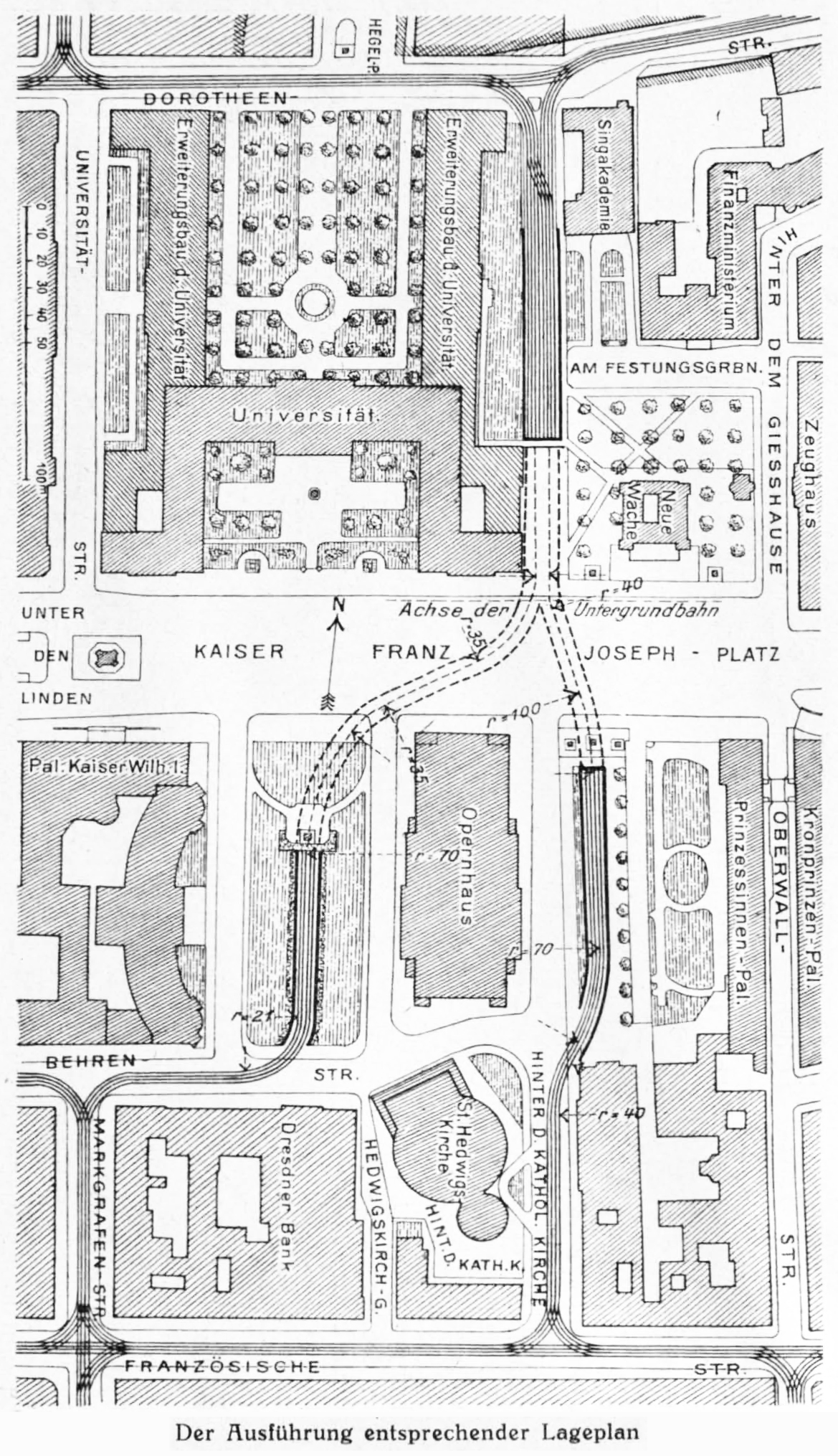
Zur Ausführung bestimmter Entwurf des Lindentunnels

Die GBS strengte indes noch weitere Prozesse an, bis es 1911 zu einem Vergleich mit der Stadt kam. Er war die Grundlage für einen neuen Zustimmungsvertrag. Der Vertrag kam am 18. August 1911 zum Abschluss. Die Stadt verlängerte ihre Zustimmungsdauer bis zum 31. Dezember 1939 und gewährte der Gesellschaft weitere Rechte hinsichtlich der zu benutzenden Straßen und der Tarifgestaltung. Die Stadt sicherte sich hingegen das Recht, die Gesellschaft zu bestimmten Zeitpunkten zu erwerben. Eine Einigung in der Tunnelfrage war ebenfalls erzielt worden.

## Bauausführung

### Genehmigung
Paragraph 45 des Zustimmungsvertrags regelte die Modalitäten beim Bau von Straßenbahntunneln. Bauherr war die Stadt Berlin. Die GBS als Nutzer der Anlagen war verpflichtet, die Anlagekosten mit jährlich fünf Prozent zu verzinsen. Wenn andere Gesellschaften die Tunnelanlagen mitnutzen wollten, sollten sich diese anteilsmäßig an den gefahrenen Fahrzeugkilometern im Verhältnis zu den von der GBS gefahrenen beteiligen. Die Stadt selbst hatte größtes Interesse an einer zeitnahen Umsetzung des Lindentunnels, um ihre eigenen – nördlich und südlich des Tunnels endenden – Linien miteinander verknüpfen zu können. Zunächst visierte die Stadt eine ihrer Varianten von 1905 an. Das Opernhaus und die benachbarte Hedwigskirche kritisierten die Anlage von Straßenbahngleisen zwischen beiden Gebäuden, die in beiden Fällen erforderlich geworden wäre. Um zusätzlich die Französische Straße nicht zu überlasten, entstand der Plan eines viergleisigen Tunnels mit zwei voneinander getrennten Südrampen beiderseits des Opernhauses. Der Osttunnel (Operntunnel) sollte den Linien der GBS vorbehalten sein, der Westtunnel (Behrenstraßentunnel) hingegen den Linien der BESTAG und der Städtischen Straßenbahn. Zusätzlich sollten die von Nordwesten kommenden Linien der GBS ebenfalls durch den Westtunnel verkehren, um eine Kreuzung an der Nordrampe zu vermeiden. Im Falle einer Sperrung des Westtunnels war vorgesehen, sämtliche Linien durch den Osttunnel zu führen.
Wilhelm II. erteilte im Februar 1914 die Baugenehmigung für das Projekt, das am 17. April 1914 der Berliner Stadtverordnetenversammlung zur Beschlussfassung vorgelegt wurde. Die Baukosten waren mit 3,27 Millionen Mark (kaufkraftbereinigt in heutiger Währung: rund 21,51 Millionen Euro) inklusive Grunderwerb veranschlagt. Die Versammlung billigte das Vorhaben am 7. Mai 1914 und ermächtigte damit den Magistrat zur Unterzeichnung des mit der GBS ausgehandelten Vertrags. Die letzte notwendige Genehmigung erteilte der Polizeipräsident am 6. August 1914, wenige Tage nach Kriegsausbruch. Zuvor war im Juli mit vorbereitenden Arbeiten begonnen worden.

### Beschreibung der Tunnelanlage

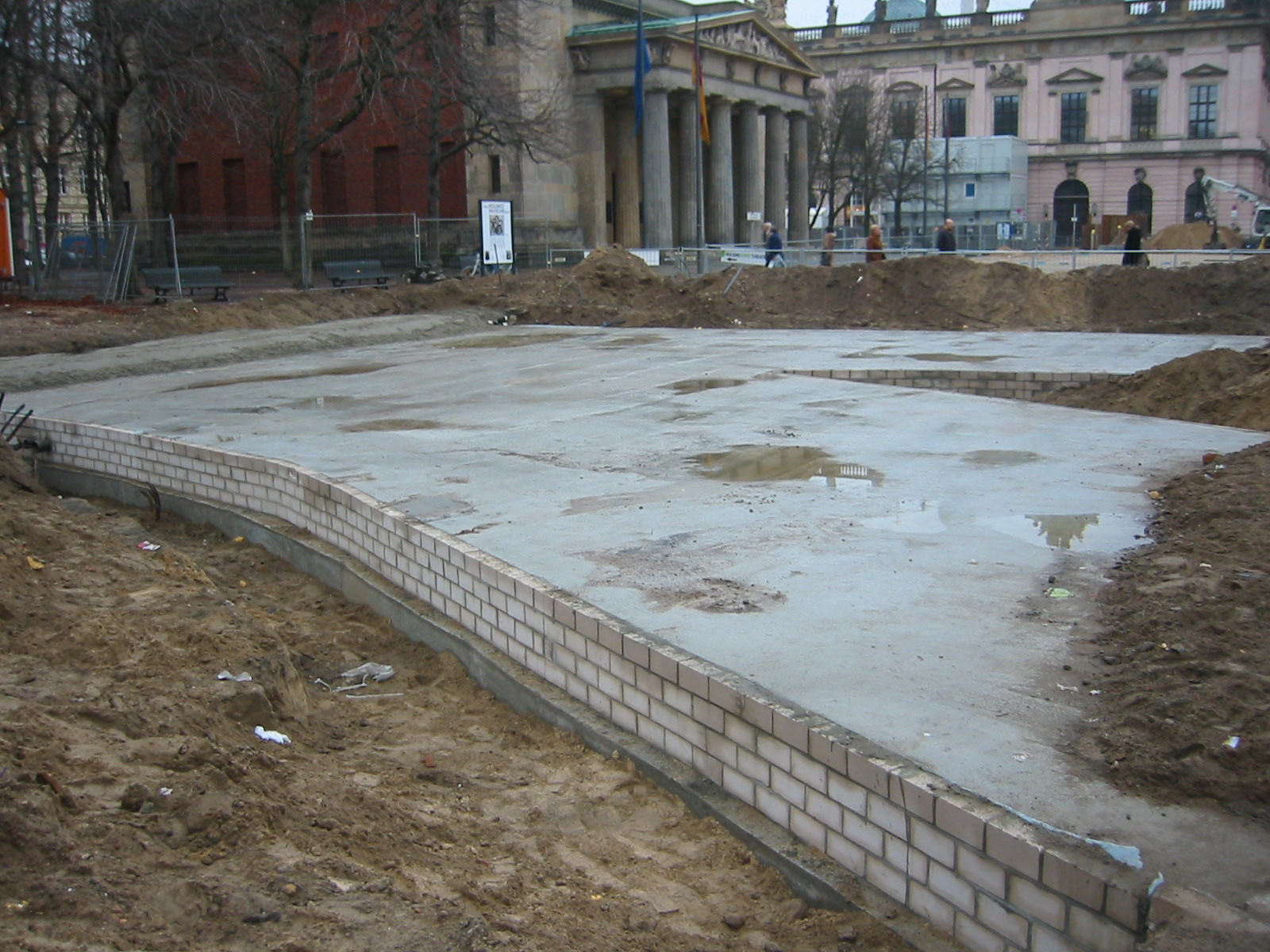
Decke des Lindentunnels während Sanierungsarbeiten, 2005

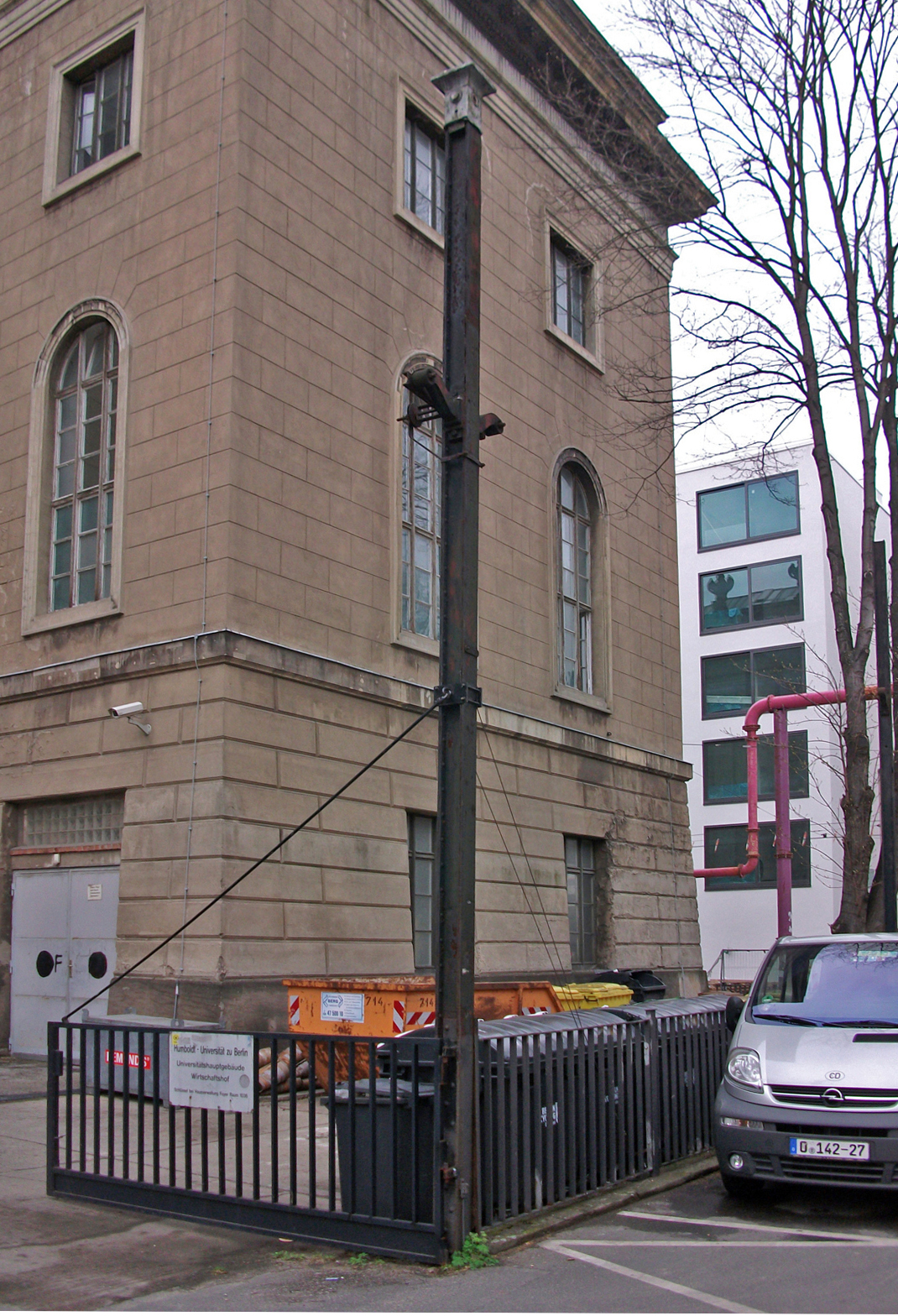
Überrest eines Oberleitungsmastes an der Nordrampe, 2012

Der Osttunnel wies eine Gesamtlänge von 354 Meter einschließlich Rampen auf, der Westtunnel eine Gesamtlänge von 389 Metern. Der überdeckte Teil maß 123 Meter (Osttunnel) beziehungsweise 187 Meter. Die Rampen hatten ein Gefälle von höchstens 50 Promille (1:20) bei einer Länge von 126 Metern an der Nordrampe und 105 Metern (Osttunnel) beziehungsweise 77 Metern (Westtunnel) an den Südrampen. Ost- und Westtunnel verliefen von der Dorotheenstraße aus gemeinsam bis zur Höhe der nördlichen Fahrbahnkante der „Linden“, wo sie sich aufteilten. Die lichte Weite der nördlichen Rampe betrug 11,60 Meter, die der südlichen Rampen jeweils 6,40 Meter. Der Gleismittenabstand zugehöriger Gleise betrug 2,60 Meter, der Gleismittenabstand zwischen den inneren Gleisen im viergleisigen Abschnitt betrug 2,90 Meter. In den zweigleisigen Tunneln lag die lichte Weite bei 6,10 Metern in der Geraden und erweiterte sich auf 6,215 Meter in den Kurven. Der viergleisige Abschnitt war auf den ersten 15 Metern ohne Zwischenstützen ausgeführt und maß 11,90 Meter lichte Weite, auf dem folgenden Abschnitt mit Stützen 12,30 Meter. Zwischen den Gleisen war ein Schutzraum von 45–70 Zentimeter Breite vorgesehen. Der kleinste Radius betrug 35 Meter. Die lichte Höhe lag im Osttunnel bei 4,65 Meter, im Westtunnel bei 4,30 Meter. Die Differenz entstand nach den Plänen der GBS dadurch, dass durch den Osttunnel auch Doppeldeck-Straßenbahnen fahren sollten. Im Westtunnel war ein solches Unterfangen hingegen nicht möglich, da das Bauprojekt mit der Maßgabe erteilt wurde, das zu unterquerende Denkmal der Kaiserin Augusta an Ort und Stelle zu belassen.
Die Tunnelsohle befand sich im überdeckten Teil gänzlich, im Bereich der Rampen etwa zur Hälfte unterhalb des mittleren Grundwasserspiegels. Die tiefste Stelle im Osttunnel (28,39 Meter über Normalnull) lag etwa 4,50 Meter unter dem Grundwasserspiegel. Stampfbeton-Stützwände mit einer Stärke von 30–80 Zentimetern fassten die Rampen im oberen Teil ein. Im unter dem Grundwasserspiegel befindlichen Teil des Tunnels wurde eine Sohle eingefügt, sodass ein U-förmiges Profil entstand. Eine Schutzschicht aus Sandmörtel diente der Abdichtung, über die eine Decke aus Asphaltpappe gelegt wurde. Die Wände über dem Grundwasserspiegel und die Decke erhielten eine Schutzschicht in zweilagiger Ausführung, die Wände unterhalb des Grundwasserspiegels eine dreilagige und die Sohle eine vierlagige Ausführung. Die einzelnen Schichten wurden mit Asphaltmasse miteinander verklebt. Die Stärke der Tunnelsohle einschließlich Glättschicht, Betonkonstruktion, Dichtung und Oberbau betrug 1,25 Meter.
Die Decke bestand in den zweigleisigen Tunneln aus I-Trägern, die im Abstand von je einem Meter angeordnet waren. Dazwischen bildeten Betonkappen von mindestens 35 Zentimetern Dicke die eigentliche Decke. Die Wände waren hier 55 Zentimeter dick. Im viergleisigen Abschnitt mit Mittelstützen betrug der Abstand der I-Träger ebenfalls einen Meter, die mittleren Träger ruhten wiederum auf Längsträgern, die sich auf den in je drei Meter Abstand stehenden Mittelpfeilern abstützten. Die Wand hatte hier eine Dicke von 35 Zentimetern. Im viergleisigen Abschnitt ohne Mittelstützen waren die I-Träger mit einer Betonumstampfung umfasst und im Abstand von 40 Zentimetern angeordnet bei einer Wandstärke von 66 Zentimetern.
Die Gleise bestanden aus 15 Meter langen Rillenschienen mit einem Metergewicht von 51 Kilogramm. Sie waren auf hölzernen Querschwellen in Schotterbettung im Abstand von einem Meter verlegt. Die Oberleitung bestand aus Kupferprofildraht mit einem Querschnitt von 80 Quadratmillimetern, sie war an Deckenisolatoren befestigt. Die Fahrleitung war sowohl für Rollenstromabnehmer als auch für Bügelstromabnehmer geeignet. An den Rampen war die Leitung an Auslegermasten aufgehängt. Auf der Südrampe des Westtunnels musste infolge der starken Steigung eine Doppelfahrleitung gelegt werden. Zur Beleuchtung hatte der Tunnel elektrische Wandleuchten, die so abgeschirmt waren, dass das Licht nur nach oben und unten abgestrahlt wurde. Die Straßenbahnwagen konnten am Tage auf eine Eigenbeleuchtung verzichten.
Infolge des starken Gefälles an den Rampen und dem infolge der Gleisbögen eingeschränkten Sichtfeld gab es mehrere Sicherheitssysteme:
1. An den Rampen postierte Fahrdienstleiter hatten darauf zu achten, dass die Wagen die Geschwindigkeitsbegrenzung von 10 km/h einhielten und ausreichend Abstand zum vorausfahrenden Zug bestand.
2. Die Fahrdienstleiter standen untereinander und mit den Betriebshöfen in telefonischer Verbindung.
3. Im Tunnel gab es Sicherheitsknöpfe, über die die Fahrdienstleiter alarmiert und so weitere Einfahrten verhindert werden konnten.
4. Des Weiteren waren Betriebshaltestellen eingerichtet. Bei diesen Zwangshalten hatte der Zugführer – der Schaffner im Triebwagen – die ordnungsgemäße Kupplung zwischen den Wagen zu überprüfen und eine eventuell vorhandene Handbremse anzuziehen, anschließend gab er das Abfahrtsignal.
5. Die Schaffner hatten sich während der Durchfahrt auf den hinteren Einstiegsplattformen bremsbereit zu halten.[10]

In Summe führten diese Maßnahmen dazu, dass es im regelmäßigen Betrieb keine ernsthafte Störungen des Betriebsablaufes gab.
Neben diesen Maßnahmen forderte die Königliche Eisenbahn-Direktion Berlin als technische Aufsichtsbehörde die Installation eines Signalsystems, um den Fahrern anzuzeigen, ob der vorausliegende Abschnitt besetzt ist oder nicht. Die Signale wurden im Abstand von 32 Metern angebracht und zeigten bei Besetzung ein rotes, bei Freisein ein grünes Licht an. In der Mitte der Blockstellen befanden sich Kontakte, die bei Befahren das Signal von Fahrt- in Haltstellung brachten. Beim Befahren des darauffolgenden Kontaktes wurde der Abschnitt wieder freigegeben.
Die ab 1925 geltende Dienstvorschrift für den Tunnel ging auf das Signalsystem ein; ob es aber zum damaligen Zeitpunkt noch im Einsatz war, ist nach einigen Literaturquellen nicht bekannt. Andere Quellen gehen davon aus, dass auf Grund der eingerichteten Zwangshalte, der vorgeschriebenen Höchstgeschwindigkeit von 10 km/h und des vorgeschriebenen Mindestabstands zwischen zwei Zügen von 25 Metern letztlich ohne Signalisierung gefahren wurde.

### Sonderkonstruktionen
Unterhalb der nördlichen Fahrbahn der „Linden“ wurde die Tunnelsohle auf einer Länge von etwa zehn Metern verstärkt, um für den Bau der zu dieser Zeit geplanten Untergrundbahn Moabit – Görlitzer Bahnhof eine Baugrube unterhalb des Straßenbahntunnels ausheben zu können. Zudem kreuzten mehrere Versorgungsleitungen der Reichspost, der Gas-, Elektrizitäts- und Wasserwerke den Tunnel. Nach Möglichkeit wurde die Decke mit entsprechenden Wölbungen versehen, in denen die Leitungen gelegt wurden. Stärkere Rohre mussten hierbei wegen der geringen Deckenhöhe in mehrere schwächere Rohre zerlegt werden. Die Kanalisationsleitungen wurden um die Rampen herumgeführt. Der begehbare Heizkanal des Opernhauses wurde gedükert.
Auf der Südseite der Allee unterquerte der Tunnel die Denkmäler Blüchers östlich des Opernhauses und der Kaiserin Augusta zwischen Opernhaus und „Kommode“. Hierzu wurden seitlich der Tunnelwände Fundamentmauern bis unter die Tunnelsohle geführt und über diese in geringem Abstand Trägerroste gelegt, die die Sockelplatten der Denkmäler trugen. Die Tunneldecke war in den Abschnitten geschwächt. Das Denkmal der Kaiserin Augusta musste zudem um rund 60 Zentimeter angehoben werden, um genügend Platz für die Rampe des Westtunnels herstellen zu können.
Zur Ableitung des eindringenden Oberflächenwassers in die Kanalisation waren an den tiefsten Stellen beider Tunnel in Nischen Pumpensümpfe mit jeweils zwei Kreiselpumpen angebracht. Jeweils eine Pumpe diente hierbei als Reserve. Die Geräte wurden über Schwimmerschalter selbstständig aktiviert.

### Neubau der Eisernen Brücke
Zeitgleich mit dem Tunnelbau erfolgte der Neubau der Eisernen Brücke über den Kupfergraben. Vor dem Tunnelbau führten die Gleise von der Brücke aus geradlinig weiter über die Straßen Am Festungsgraben und Hinter dem Gießhaus zur Lindenkreuzung. Der Bau der Nordrampe erforderte den Umweg über die Dorotheenstraße und die Straße Am Kupfergraben. Da die alte Brücke zu schmal war, um den Gleisbogen in Richtung der Straße Am Kupfergraben aufzunehmen, war ihr Neubau erforderlich. Die Baukosten waren mit 600.000 Mark veranschlagt. Am 12. Oktober 1914 begannen die Arbeiten mit der Herstellung einer Hilfsbrücke, die am 24. März 1915 fertiggestellt werden konnte. Anschließend wurde die alte Brücke abgebrochen und die neue Brücke errichtet. Im November 1915 waren die Widerlager der neuen Brücke errichtet, die Abnahme des Bauwerks fand am 9. Dezember 1916 statt. Um den Durchgangsverkehr nicht zu behindern, erhielten die bisher in der Dorotheenstraße kehrenden Züge der Berlin-Charlottenburger Straßenbahn eine neue Wendeanlage in der Straße Am Kupfergraben nördlich der Dorotheenstraße.

### Bauablauf und Inbetriebnahme
Die eigentlichen Bauarbeiten begannen am 7. September 1914 durch Siemens & Halske. Die Arbeiten kamen zunächst relativ zügig voran, da viele Unternehmen infolge des Kriegsausbruchs ihren normalen Auftragsbetrieb einstellen mussten und nun freie Kapazitäten vorhanden waren. Im Laufe des Jahres 1915 zeichnete sich dann ein Arbeitskräftemangel ab, da die verbliebenen Arbeiter meist zum Kriegsdienst einberufen wurden. Soweit es möglich war, verrichteten daher Frauen die teils körperlich schweren Arbeiten.
Zunächst wurde die spätere Baugrube mit Stahlträgern und darüber liegenden Bohlen abgedeckt, über die die Fahrbahn der „Linden“ später führen sollte. Nach der Fertigstellung im Dezember 1914 konnte der Straßenverkehr wieder nahezu ungehindert abgewickelt werden. Anschließend begannen die Ausschachtungsarbeiten. Da der Osttunnel etwa in der Richtung der alten Lindenkreuzung verlief, mussten die Gleise der oberirdischen Kreuzung während der Bauarbeiten ostwärts verschwenkt werden. Beiderseits der Baugrube wurden I-Träger im Abstand von 1,5 Metern bis zu 1,5 Meter unterhalb der Sohle in das Erdreich gerammt und je zwei Meter über der Sohle und 3 Zentimeter unterhalb des Geländes gegeneinander versteift. Zwischen den Trägern wurden anschließend Holzbohlen eingeschoben. Im Bereich der Universität ragten die Tunnelwände bis auf einen halben Meter an die Grundmauern des Ostflügels heran. Um Setzungen von Gebäudeteilen zu verhindern, wurde die Spannung, mit der die Bohlen an den Boden gepresst wurden, durch zwischen Eisenpfosten genietete bogenförmige Bleche erhöht. Die konvexe Seite des Bogens zeigte zum Fundament der Universität. Der Aushub wurde auf Kipploren verladen und mittels einer Lokomotive mit Benzol als Antriebsstoff zum Kupfergraben gefahren, wo eine Kahnverladestelle angelegt war.
Am 3. Januar 1915 erfolgte der Durchstich im Westtunnel. Ab Anfang Februar 1915 konnte mit der Grundwasserabsenkung begonnen werden, die Pumpen standen im Abstand von fünf bis sechs Metern und leiteten das Wasser in die nahegelegene Spree. Der Bodenaushub zog sich weiter bis Mai 1915 hin, anschließend begannen die Arbeiten an der Sohle und den Tunnelwänden. Der Einbau der Decke fand ab dem 22. Oktober 1915 statt. Im Januar 1916 konnten die Pumpen zur Grundwasserabsenkung wieder entfernt werden. Ab dem 17. Januar 1916 begann der letzte Bauabschnitt für die Nordrampe. Hierzu wurde die östliche Zufahrt der Lindenkreuzung über die Straßen Am Festungsgraben und Hinter dem Gießhaus gesperrt und die Straßenbahnzüge von der Eisernen Brücke aus über die Straße Am Kupfergraben und die Dorotheenstraße zum Kastanienwäldchen geführt.
Im Juni 1916 waren die Abdichtungs- und Betonierungsarbeiten soweit abgeschlossen, dass mit der Errichtung des Bahnkörpers begonnen werden konnte. Hierzu gehörten neben dem eigentlichen Gleisbett die erwähnten Kreiselpumpen, die Tunnelbeleuchtung, Rampengeländer und die darin integrierten Fahrleitungsmasten sowie das von der Aufsichtsbehörde geforderte Signalsystem. Die Rampen wurden mit Beeten und Hecken weitgehend vom Blickfeld der Passanten verdeckt.
Die Bauabnahme erfolgte am 9. Dezember 1916 in Gegenwart der Vertreter des Berliner Polizeipräsidiums und der Königlichen Eisenbahn-Direktion in ihrer Funktion als Aufsichtsbehörden, des Stadtbaurates Friedrich Krause, Vertretern des Verbandes Groß-Berlin sowie den Direktoren der drei Straßenbahngesellschaften. Die Anwesenden durchschritten den Tunnel zunächst in beiden Richtungen, bevor dieser von zwei Wagen der Städtischen Straßenbahn befahren wurde. Da es kleinere Beanstandungen am Signalsystem des Tunnels gab, wurde die Betriebsaufnahme auf einen späteren Zeitpunkt verschoben. Ungeachtet dessen beging die Stadt Berlin am Folgetag die Einweihung des Tunnels durch Oberbürgermeister Adolf Wermuth. Am Geländer über der nördlichen Einfahrt enthüllte dieser zwei Gedenktafeln. Auf der der Rampe zugewandten Seite stand: „Lindentunnel – Erbaut von der Stadt Berlin“. Auf der der Straße zugewandten Seite war zu lesen: „Der Bau des Lindentunnels wurde unter der Regierung des Kaisers Wilhelm II. im Jahre 1914 begonnen. Trotz des Weltkrieges wurde die Ausführung in geplanter Weise fortgesetzt und der Tunnel im Jahre 1916 dem Verkehr übergeben.“ Die erste Gedenktafel ist erhalten, die zweite jedoch nicht mehr.
Probleme bereiteten noch die Rollenstromabnehmer der GBS, die die Signalkontakte nicht zuverlässig auslösten. Da sich die drei Gesellschaften auf eine gemeinsame Inbetriebnahme geeinigt hatten, fuhren die städtischen Linien daher noch nicht durch den Tunnel. Als neuer Inbetriebnahme-Termin wurde zunächst der 14. Dezember 1916 festgelegt, als das Problem weiter bestand, der 16. Dezember 1916. Da die Arbeiten an den Fahrzeugen bis dahin nicht abgeschlossen waren, nahmen die städtischen Betriebe am Folgetag den Verkehr auf ihren Linien durch den Westtunnel auf. Die Linien 33, 40, 42, 44, 53, 54, 55 der GBS und die Linie III der SBV befuhren zwei Tage darauf am 19. Dezember 1916 den Osttunnel, zudem benutzten ab diesem Tag die Linien 12, 18, 32, 43 der GBS den Westtunnel. Die oberirdische Lindenkreuzung ging am selben Tag außer Betrieb.

## Nutzung des Tunnels

### Straßenbahn
Der Tunnel erreichte nie die für ihn vorgesehene Auslastung von 120 Zügen je Stunde und Richtung. Infolge des Ersten Weltkrieges war das Fahrplanangebot bei Baubeginn stark eingeschränkt. Weitere Linien der Städtischen Straßenbahn, die den Tunnel ebenfalls befahren sollten, gelangten nicht zur Ausführung. Mit dem schrittweisen Zusammenschluss der einzelnen Gesellschaften im Rahmen des Groß-Berlin-Gesetzes zur Berliner Straßenbahn im Dezember 1920 blieb das Angebot zunächst gleich. Die fortschreitende Hyperinflation führte dazu, dass der noch junge Eigenbetrieb den Straßenbahnverkehr am 8. September 1923 einstellen musste. Der darauffolgende Tag ging als „straßenbahnloser Tag“ in die Berliner Verkehrsgeschichte ein. Am 10. September 1923 nahm die Berliner Straßenbahn-Betriebs-Gesellschaft den Verkehr auf einem Rumpfnetz von 32 oder 33 Linien auf. Den Lindentunnel durchfuhr zunächst keine Linie; der Westtunnel wurde ab diesem Zeitpunkt gänzlich stillgelegt und dessen Gleise noch in den 1920er Jahren ausgebaut.

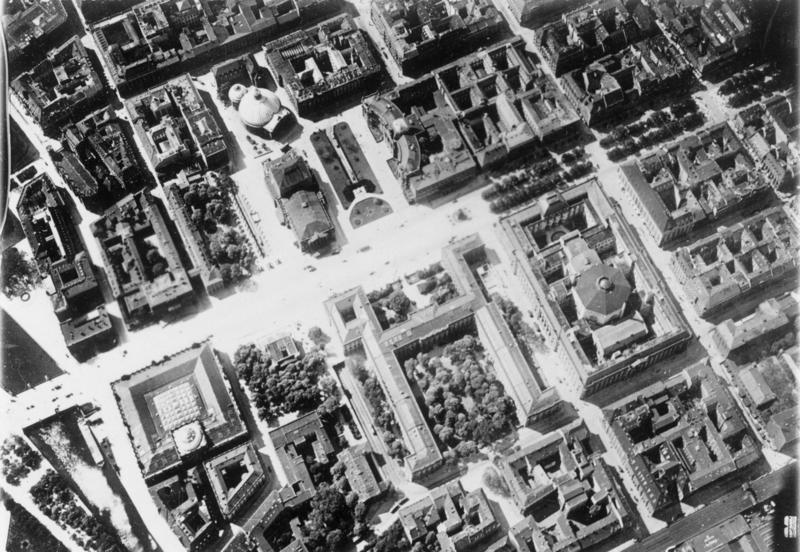
Luftbild vom Kaiser-Franz-Joseph-Platz mit den Rampen des Lindentunnels, 1935

Etwa ein halbes Jahr nach der Betriebseinstellung verkehrte mit der Linie 32 (Reinickendorf, Pankower Allee – Neukölln, Knesebeckstraße) am 31. März 1924 die erste Linie wieder durch den Osttunnel. In den folgenden Jahren befuhren im Schnitt vier bis fünf Linien die Passage. Da im Januar 1923 der erste Abschnitt der Nordsüdbahn in Betrieb ging, wanderte ein Teil der Fahrgäste auf die Untergrundbahn ab. Der Westtunnel war damit entbehrlich und nach dem „straßenbahnlosen Tag“ 1923 blieb er in der Folgezeit ohne Straßenbahnverkehr. Er wurde 1926 im Rahmen der Neugestaltung des Kaiser-Franz-Joseph-Platzes anlässlich des Erweiterungsbaus des Opernhauses mit einer Legmauer verschlossen, die Rampen zugeschüttet und das Gelände eingeebnet.
Die Inbetriebnahme der GN-Bahn als zweite Nord-Süd-Linie führte zu weiteren Linieneinstellungen im Straßenbahnnetz. Während des Zweiten Weltkriegs und der damit verbundenen Kraftstoffrationierung ersetzten die 1929 aus der Berliner Straßenbahn hervorgegangenen Berliner Verkehrsbetriebe (BVG) diverse Autobuslinien durch Straßenbahnlinien. Mit bis zu zehn Linien erreichte der Tunnel seine höchste Auslastung nach der Inflation. Im weiteren Kriegsverlauf ging das Angebot wieder stetig zurück, bevor – nach Literaturangaben von 1964 – im Frühjahr 1945 die letzten durch den Tunnel verkehrenden Linien 12 (zuletzt Gartenfeld bzw. Siemensstadt – Dönhoffplatz) und 13 (zuletzt Moabit, Wiebestraße – Kraftwerk Klingenberg) nach einer Beschädigung an der Südrampe eingestellt werden mussten. Nach Angaben von 2012 war mit dem letzten Notfahrplan vom 25. Januar 1945 die letzte durch den Tunnel verkehrende Linie die Linie 12 (bis dahin die Linien 12, 35 und 61), die zudem nur noch in der Hauptverkehrszeit betrieben wurde. Sie verkehrte noch am 12. April 1945, bis kurz darauf in den letzten Kriegstagen ihr Betrieb eingestellt wurde.
Durch alliierte Bombenangriffe war der Tunnel an insgesamt fünf Stellen stark beschädigt.

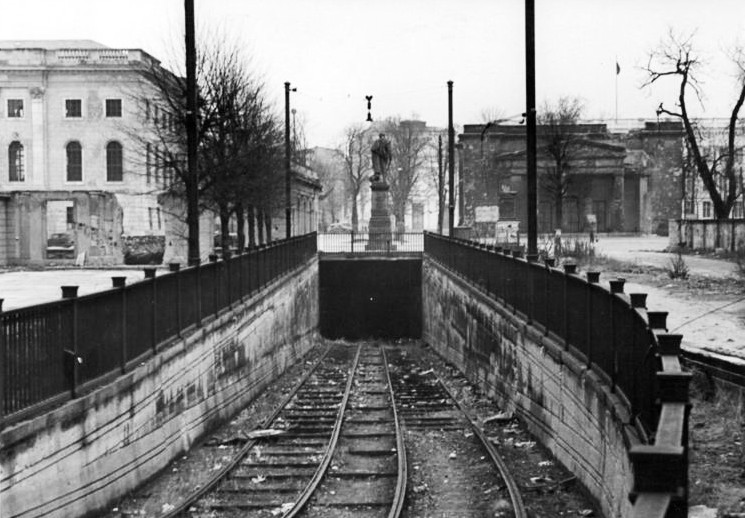
Südportal des Osttunnels, 1950

Die Wiederinbetriebnahme nach Kriegsende ließ zunächst auf sich warten, da andere Strecken Vorrang genossen. Die Berliner Zeitung meldete, dass der Tunnel einen Tag nach Eröffnung des 1. Deutschlandtreffen der Jugend ab dem 26. Mai 1950 wieder durch die Linie 46 (Nordend – Dönhoffplatz) befahren werde. Etwa anderthalb Jahre später stellte die BVG den Verkehr nach Beendigung der III. Weltfestspiele der Jugend und Studenten am 2. September 1951 ein. Die Schließung stand im Zusammenhang mit dem Wiederaufbau der Staatsoper, deren Intendanzgebäude vergrößert werden sollte und somit in die Bauflucht der Südrampe ragte. In den folgenden Jahren gab es vereinzelte Pläne für die Neuerrichtung einer Südrampe mit Mündung in die Oberwallstraße. Durch die Herausnahme der Straßenbahn aus der Innenstadt südlich des Stadtbahnviadukts wurden die Pläne alsbald obsolet. Die Nordrampe diente bis in die 1960er Jahre hinein zum Kehren von Straßenbahnzügen.

### Andere Verwendungen und Umbauarbeiten bis 1989
Der Westtunnel diente in den 1930er Jahren für Beleuchtungsversuche, die im Rahmen der Umgestaltung Berlins zur Welthauptstadt Germania durchgeführt wurden. Die Erkenntnisse sollten beim Bau eines Straßentunnels beim Brandenburger Tor einfließen. Der Osttunnel war nach seiner Aufgabe anfangs Kulissenlager der Staatsoper. Später lagerten hier die Bauteile der am Marx-Engels-Platz aufgestellten Tribüne. Beim Bau eines Heizkanals unterhalb der Straße in den 1960er Jahren wurde die Profilhöhe des Tunnels eingeschränkt. Die Fahrbahn der Nordrampe erhielt in den 1960er Jahren eine Asphaltierung, womit der Tunnel für Straßenfahrzeuge zugänglich gemacht wurde. Des Weiteren wurden Tunnelwände und Decke weiß gestrichen und eine moderne Beleuchtung sowie eine Notstromversorgung installiert. Zunächst stellte die Betriebskampfgruppe des DDR-Außenhandelsministeriums Fahrzeuge und Material ab, später fanden auch Mannschaftswagen der Volkspolizei hier ihren Platz. In einem abgetrennten Raum am Ende des Westtunnels befand sich eine Schaltanlage für das operative Fernsehen der Volkspolizei, mit denen unter anderem das Ministerium für Staatssicherheit wichtige Punkte Ost-Berlins überwachte.

### Nach 1990

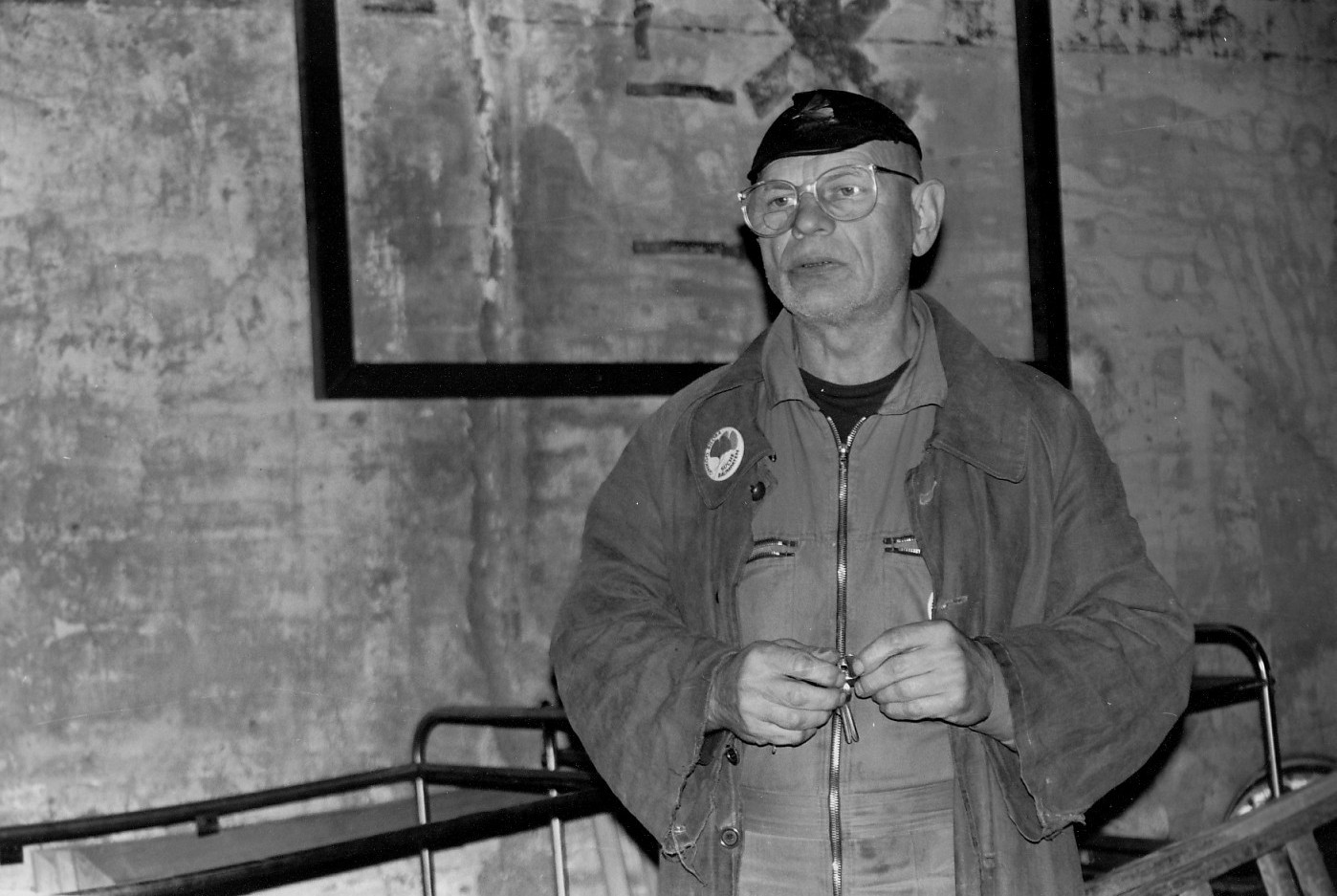
Ben Wagin im Lindentunnel, 1995

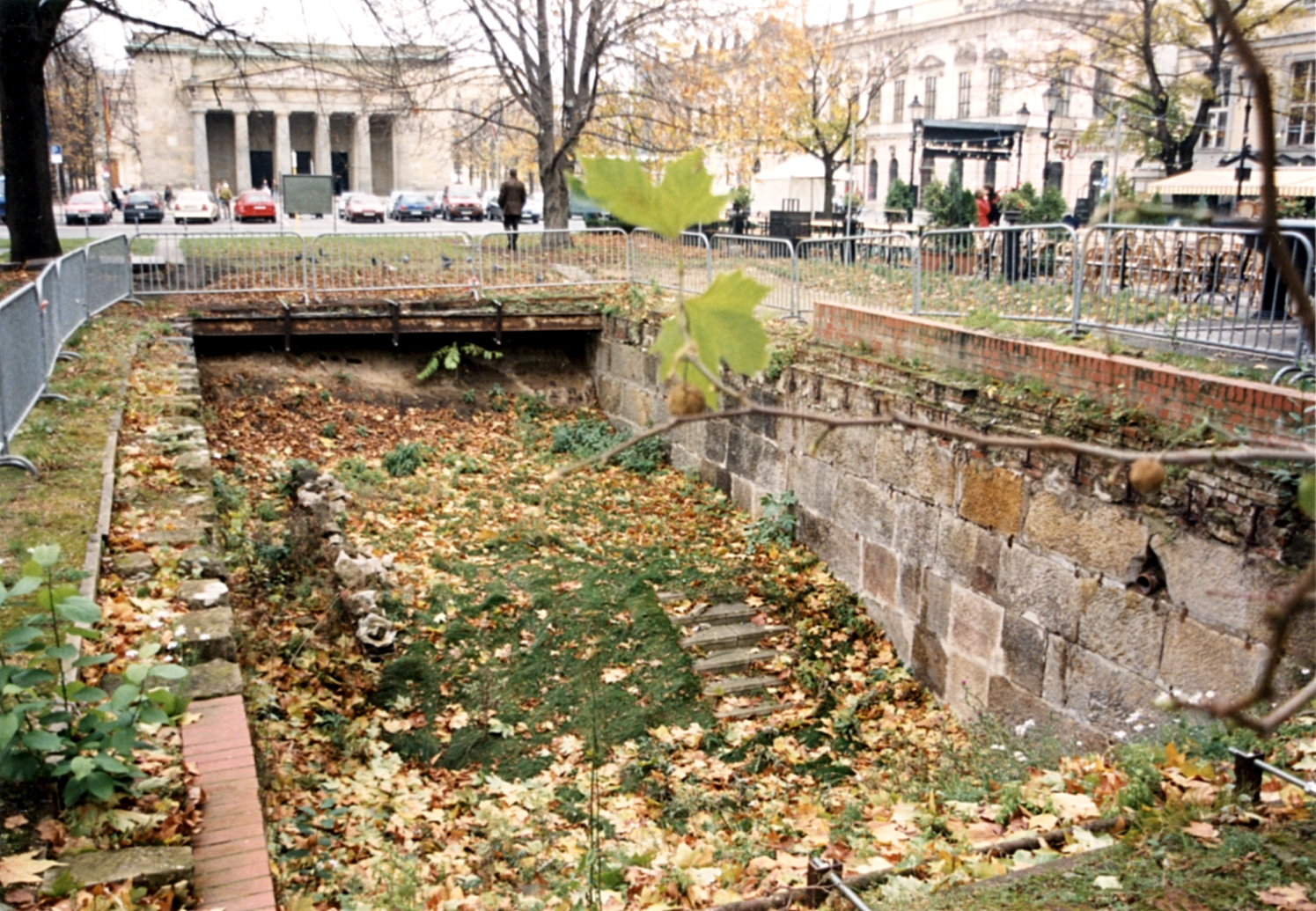
Südliche Tunnelseite, 1998

Nach der politischen Wende lief der Tunnel nach dem Ausfall einer Pumpe mit Regenwasser voll, bevor ihn verschiedene Künstler ab 1994 „wiederentdeckten“. Ab 1994 nutzte der Aktionskünstler Ben Wagin den Großteil des Tunnels für seine Installationen. Unter anderem stellte er im Vorfeld der UN-Klimakonferenz in Berlin den am 15. Juli 1994 von der BVG überlassenen Rekowagen 217 053 an der Nordrampe auf.
Mitte der 1990er Jahre plante der Berliner Senat den Bau einer Tiefgarage unter dem Bebelplatz, für die der Lindentunnel als Zufahrt dienen sollte. Die Errichtung eines Mahnmals an die Bücherverbrennung 1933 in Deutschland im Bereich der Südrampe mitten auf dem Bebelplatz veränderte diese Pläne jedoch. Der Tunnelrest unter dem Platz wurde für dessen Bau komplett beseitigt. Ben Wagin musste die bereits vorgenommenen Installationen daher im Dezember 1998 in eine Ladehalle am U-Bahnhof Gleisdreieck verlegen. Auf der Fläche entstand nach der Verfüllung der Platz der Märzrevolution. Die auf der Nordseite des Rampengeländers angebrachte Gedenkplakette gelangte in den Besitz des Vereins Berliner Unterwelten. Die südliche Zufahrt auf der Westseite von Unter den Linden wurde indes zu Teilen freigelegt und eine entsprechende Informationstafel aufgestellt.
Im Jahr 2000 gab es einen weiteren „Wiederbelebungsversuch“: Der Lindentunnel sollte auf Initiative von Wieland Giebel als Ausstellungsfläche für ein zu schaffendes Berlinmuseum dienen. Auch dieses Projekt scheiterte.
Seit September 2002 nutzt das Maxim-Gorki-Theater einen etwa 80 Meter langen Abschnitt des Tunnels ab der Nordrampe als Kulissenlager. Die Requisiten können über einen in das Straßenpflaster eingelassenen Lastenaufzug befördert werden.
Die geplante Tiefgarage wurde ab 2003 gebaut. Hierfür musste der Westtunnel zwischen dem südlichen Gehweg der „Linden“ bis zur Behrenstraße abgebrochen werden. Der Zugang zu dem verbliebenen Teil erfolgt über eine Tür in einem Verbindungsgang zwischen Tiefgarage und Staatsoper.
Bei Sanierungsarbeiten der Straße Unter den Linden in den Jahren 2005–2006 wurden die noch vorhandenen Tunnel-Bauwerksteile abgedichtet. Bauwerksmängel wie starke Bewegungsrisse und Betonabplatzungen machten den Einbau von Notabstützungen erforderlich. Mittelfristig soll der Tunnel komplett abgerissen werden.
Um 2015 wurden im Rahmen der Sanierung der Staatsoper Unter den Linden und der Errichtung eines Tunnels zum neuen Magazingebäude Reste der südöstlichen Tunnelrampe in der Straße Hinter der Katholischen Kirche entfernt.
Im Dezember 2021 berichteten Berliner Zeitungen, dass der Tunnel nur noch eingeschränkt tragfähig ist. Als Folge hiervon wurde im Frühjahr 2022 eine Beschränkung der Achslast für Fahrzeuge auf 18 Tonnen eingeführt. Hiervon sind unter anderem die Doppeldeckerbusse der BVG betroffen. Sie müssen durch Gelenkbusse ersetzt werden. Langfristig ist mit einer Verfüllung des Tunnels zu rechnen. Einen konkreten Zeitplan gibt es jedoch noch nicht.

## Linien, die durch den Tunnel führten
| Betreiber         | Linie             | Verlauf | Ref               | Netzspinne |
| ----------------- | ----------------- | --- | ----------------- | --- |
| 1. September 1911 | 1. September 1911 | 1. September 1911 | 1. September 1911 | Die Lindenkreuzung befahrende Linien, 1. September 1911 · Den Lindentunnel befahrende Linien, 19. Dezember 1916 · Den Lindentunnel befahrende Linien, 1. Mai 1938 · Den Lindentunnel befahrende Linien, 26. Mai 1950 |
| GBS               | 12                | Plötzensee – Görlitzer Bahnhof                                                                                         | [ 34 ] [ 35 ]     | Die Lindenkreuzung befahrende Linien, 1. September 1911 · Den Lindentunnel befahrende Linien, 19. Dezember 1916 · Den Lindentunnel befahrende Linien, 1. Mai 1938 · Den Lindentunnel befahrende Linien, 26. Mai 1950 |
| GBS               | 13                | Moabit, Bremer Straße – Neukölln, Knesebeckstraße                                                                      | [ 20 ] [ 34 ]     | Die Lindenkreuzung befahrende Linien, 1. September 1911 · Den Lindentunnel befahrende Linien, 19. Dezember 1916 · Den Lindentunnel befahrende Linien, 1. Mai 1938 · Den Lindentunnel befahrende Linien, 26. Mai 1950 |
| GBS               | 18                | Bahnhof Jungfernheide – Görlitzer Bahnhof                                                                              | [ 34 ] [ 36 ]     | Die Lindenkreuzung befahrende Linien, 1. September 1911 · Den Lindentunnel befahrende Linien, 19. Dezember 1916 · Den Lindentunnel befahrende Linien, 1. Mai 1938 · Den Lindentunnel befahrende Linien, 26. Mai 1950 |
| GBS               | 20                | Bahnhof Beusselstraße – Neukölln, Hertzbergplatz                                                                       | [ 34 ]            | Die Lindenkreuzung befahrende Linien, 1. September 1911 · Den Lindentunnel befahrende Linien, 19. Dezember 1916 · Den Lindentunnel befahrende Linien, 1. Mai 1938 · Den Lindentunnel befahrende Linien, 26. Mai 1950 |
| GBS               | 33                | Pappelallee/Schönhauser Allee – Charlottenburg, Kantstraße/Leibnizstraße (– Witzleben, Neue Kantstraße/Dernburgstraße) | [ 34 ] [ 37 ]     | Die Lindenkreuzung befahrende Linien, 1. September 1911 · Den Lindentunnel befahrende Linien, 19. Dezember 1916 · Den Lindentunnel befahrende Linien, 1. Mai 1938 · Den Lindentunnel befahrende Linien, 26. Mai 1950 |
| GBS               | 34                | Pankstraße/Badstraße – Wilmersdorf, Wilhelmsaue                                                                        | [ 34 ] [ 37 ]     | Die Lindenkreuzung befahrende Linien, 1. September 1911 · Den Lindentunnel befahrende Linien, 19. Dezember 1916 · Den Lindentunnel befahrende Linien, 1. Mai 1938 · Den Lindentunnel befahrende Linien, 26. Mai 1950 |
| GBS               | 39                | Badstraße/Exzerzierstraße – Marheinekeplatz                                                                            | [ 34 ]            | Die Lindenkreuzung befahrende Linien, 1. September 1911 · Den Lindentunnel befahrende Linien, 19. Dezember 1916 · Den Lindentunnel befahrende Linien, 1. Mai 1938 · Den Lindentunnel befahrende Linien, 26. Mai 1950 |
| GBS               | 40                | Swinemünder Straße/Ramlerstraße – Schöneberg, Eisenacher Straße                                                        | [ 34 ] [ 38 ]     | Die Lindenkreuzung befahrende Linien, 1. September 1911 · Den Lindentunnel befahrende Linien, 19. Dezember 1916 · Den Lindentunnel befahrende Linien, 1. Mai 1938 · Den Lindentunnel befahrende Linien, 26. Mai 1950 |
| GBS               | 42                | Seestraße/Amrumer Straße – Marheinekeplatz                                                                             | [ 34 ] [ 39 ]     | Die Lindenkreuzung befahrende Linien, 1. September 1911 · Den Lindentunnel befahrende Linien, 19. Dezember 1916 · Den Lindentunnel befahrende Linien, 1. Mai 1938 · Den Lindentunnel befahrende Linien, 26. Mai 1950 |
| GBS               | 43                | Müllerstraße/Seestraße – Schöneberg, Eisenacher Straße                                                                 | [ 34 ] [ 39 ]     | Die Lindenkreuzung befahrende Linien, 1. September 1911 · Den Lindentunnel befahrende Linien, 19. Dezember 1916 · Den Lindentunnel befahrende Linien, 1. Mai 1938 · Den Lindentunnel befahrende Linien, 26. Mai 1950 |
| GBS               | 44                | Schönhauser Allee/Gleimstraße – Kreuzberg, Bergmannstraße                                                              | [ 34 ] [ 40 ]     | Die Lindenkreuzung befahrende Linien, 1. September 1911 · Den Lindentunnel befahrende Linien, 19. Dezember 1916 · Den Lindentunnel befahrende Linien, 1. Mai 1938 · Den Lindentunnel befahrende Linien, 26. Mai 1950 |
| GBS               | 53                | Danziger Straße/Weißenburger Straße – Neukölln, Steinmetzstraße                                                        | [ 34 ] [ 41 ]     | Die Lindenkreuzung befahrende Linien, 1. September 1911 · Den Lindentunnel befahrende Linien, 19. Dezember 1916 · Den Lindentunnel befahrende Linien, 1. Mai 1938 · Den Lindentunnel befahrende Linien, 26. Mai 1950 |
| GBS               | 54                | Bahnhof Schönhauser Allee – Bahnhof Jungfernheide                                                                      | [ 34 ] [ 41 ]     | Die Lindenkreuzung befahrende Linien, 1. September 1911 · Den Lindentunnel befahrende Linien, 19. Dezember 1916 · Den Lindentunnel befahrende Linien, 1. Mai 1938 · Den Lindentunnel befahrende Linien, 26. Mai 1950 |
| GBS               | 55                | Danziger Straße/Weißenburger Straße – Britz, Rathaus                                                                   | [ 34 ] [ 42 ]     | Die Lindenkreuzung befahrende Linien, 1. September 1911 · Den Lindentunnel befahrende Linien, 19. Dezember 1916 · Den Lindentunnel befahrende Linien, 1. Mai 1938 · Den Lindentunnel befahrende Linien, 26. Mai 1950 |
| SBV               | III               | Swinemünder Straße/Ramlerstraße – Schöneberg, General-Pape-Straße                                                      | [ 43 ]            | Die Lindenkreuzung befahrende Linien, 1. September 1911 · Den Lindentunnel befahrende Linien, 19. Dezember 1916 · Den Lindentunnel befahrende Linien, 1. Mai 1938 · Den Lindentunnel befahrende Linien, 26. Mai 1950 |
| 19. Dezember 1916 |                   | |                   | Die Lindenkreuzung befahrende Linien, 1. September 1911 · Den Lindentunnel befahrende Linien, 19. Dezember 1916 · Den Lindentunnel befahrende Linien, 1. Mai 1938 · Den Lindentunnel befahrende Linien, 26. Mai 1950 |
| Westtunnel        |                   | |                   | Die Lindenkreuzung befahrende Linien, 1. September 1911 · Den Lindentunnel befahrende Linien, 19. Dezember 1916 · Den Lindentunnel befahrende Linien, 1. Mai 1938 · Den Lindentunnel befahrende Linien, 26. Mai 1950 |
| BESTAG            | o. Nr.            | Buchholz, Kirche – Treptow, Graetzstraße                                                                               | [ 44 ]            | Die Lindenkreuzung befahrende Linien, 1. September 1911 · Den Lindentunnel befahrende Linien, 19. Dezember 1916 · Den Lindentunnel befahrende Linien, 1. Mai 1938 · Den Lindentunnel befahrende Linien, 26. Mai 1950 |
| BESTAG            | o. Nr.            | Pankow, Damerowstraße/Mendelstraße – Treptow, Graetzstraße                                                             | [ 44 ]            | Die Lindenkreuzung befahrende Linien, 1. September 1911 · Den Lindentunnel befahrende Linien, 19. Dezember 1916 · Den Lindentunnel befahrende Linien, 1. Mai 1938 · Den Lindentunnel befahrende Linien, 26. Mai 1950 |
| SSB               | Grün              | Städtischer Ostring | [ 45 ]            | Die Lindenkreuzung befahrende Linien, 1. September 1911 · Den Lindentunnel befahrende Linien, 19. Dezember 1916 · Den Lindentunnel befahrende Linien, 1. Mai 1938 · Den Lindentunnel befahrende Linien, 26. Mai 1950 |
| GBS               | 12                | Plötzensee – Görlitzer Bahnhof                                                                                         | [ 35 ]            | Die Lindenkreuzung befahrende Linien, 1. September 1911 · Den Lindentunnel befahrende Linien, 19. Dezember 1916 · Den Lindentunnel befahrende Linien, 1. Mai 1938 · Den Lindentunnel befahrende Linien, 26. Mai 1950 |
| GBS               | 18                | (Siemensstadt, Verwaltungsgebäude –) Bahnhof Jungfernheide – Görlitzer Bahnhof                                         | [ 36 ]            | Die Lindenkreuzung befahrende Linien, 1. September 1911 · Den Lindentunnel befahrende Linien, 19. Dezember 1916 · Den Lindentunnel befahrende Linien, 1. Mai 1938 · Den Lindentunnel befahrende Linien, 26. Mai 1950 |
| GBS               | 32                | Reinickendorf, Rathaus – Görlitzer Bahnhof                                                                             | [ 17 ]            | Die Lindenkreuzung befahrende Linien, 1. September 1911 · Den Lindentunnel befahrende Linien, 19. Dezember 1916 · Den Lindentunnel befahrende Linien, 1. Mai 1938 · Den Lindentunnel befahrende Linien, 26. Mai 1950 |
| GBS               | 43                | Seestraße/Müllerstraße – Schöneberg, Mühlenstraße                                                                      | [ 39 ]            | Die Lindenkreuzung befahrende Linien, 1. September 1911 · Den Lindentunnel befahrende Linien, 19. Dezember 1916 · Den Lindentunnel befahrende Linien, 1. Mai 1938 · Den Lindentunnel befahrende Linien, 26. Mai 1950 |
| Osttunnel         |                   | |                   | Die Lindenkreuzung befahrende Linien, 1. September 1911 · Den Lindentunnel befahrende Linien, 19. Dezember 1916 · Den Lindentunnel befahrende Linien, 1. Mai 1938 · Den Lindentunnel befahrende Linien, 26. Mai 1950 |
| GBS               | 33                | Weißensee, Prenzlauer Promenade – Witzleben, Neue Kantstraße/Dernburgstraße                                            | [ 37 ]            | Die Lindenkreuzung befahrende Linien, 1. September 1911 · Den Lindentunnel befahrende Linien, 19. Dezember 1916 · Den Lindentunnel befahrende Linien, 1. Mai 1938 · Den Lindentunnel befahrende Linien, 26. Mai 1950 |
| GBS               | 40                | Swinemünder Straße/Ramlerstraße – Schöneberg, Hauptstraße/Eisenacher Straße                                            | [ 38 ]            | Die Lindenkreuzung befahrende Linien, 1. September 1911 · Den Lindentunnel befahrende Linien, 19. Dezember 1916 · Den Lindentunnel befahrende Linien, 1. Mai 1938 · Den Lindentunnel befahrende Linien, 26. Mai 1950 |
| GBS               | 42                | Seestraße/Amrumer Straße – Friesenstraße/Schwiebusser Straße                                                           | [ 39 ]            | Die Lindenkreuzung befahrende Linien, 1. September 1911 · Den Lindentunnel befahrende Linien, 19. Dezember 1916 · Den Lindentunnel befahrende Linien, 1. Mai 1938 · Den Lindentunnel befahrende Linien, 26. Mai 1950 |
| GBS               | 44                | Schönhauser Allee/Gleimstraße – Neu-Tempelhof, Hohenzollernkorso/Deutscher Ring                                        | [ 40 ]            | Die Lindenkreuzung befahrende Linien, 1. September 1911 · Den Lindentunnel befahrende Linien, 19. Dezember 1916 · Den Lindentunnel befahrende Linien, 1. Mai 1938 · Den Lindentunnel befahrende Linien, 26. Mai 1950 |
| GBS               | 53                | Danziger Straße/Weißenburger Straße – Neukölln, Steinmetzstraße                                                        | [ 41 ]            | Die Lindenkreuzung befahrende Linien, 1. September 1911 · Den Lindentunnel befahrende Linien, 19. Dezember 1916 · Den Lindentunnel befahrende Linien, 1. Mai 1938 · Den Lindentunnel befahrende Linien, 26. Mai 1950 |
| GBS               | 54                | Nordkapstraße – Bahnhof Jungfernheide (– Siemensstadt, Verwaltungsgebäude)                                             | [ 41 ]            | Die Lindenkreuzung befahrende Linien, 1. September 1911 · Den Lindentunnel befahrende Linien, 19. Dezember 1916 · Den Lindentunnel befahrende Linien, 1. Mai 1938 · Den Lindentunnel befahrende Linien, 26. Mai 1950 |
| GBS               | 55                | Danziger Straße/Weißenburger Straße – Britz, Rathaus                                                                   | [ 42 ]            | Die Lindenkreuzung befahrende Linien, 1. September 1911 · Den Lindentunnel befahrende Linien, 19. Dezember 1916 · Den Lindentunnel befahrende Linien, 1. Mai 1938 · Den Lindentunnel befahrende Linien, 26. Mai 1950 |
| SBV               | III               | Swinemünder Straße/Ramlerstraße – Schöneberg, General-Pape-Straße                                                      | [ 43 ]            | Die Lindenkreuzung befahrende Linien, 1. September 1911 · Den Lindentunnel befahrende Linien, 19. Dezember 1916 · Den Lindentunnel befahrende Linien, 1. Mai 1938 · Den Lindentunnel befahrende Linien, 26. Mai 1950 |
| 1. Mai 1938       |                   | |                   | Die Lindenkreuzung befahrende Linien, 1. September 1911 · Den Lindentunnel befahrende Linien, 19. Dezember 1916 · Den Lindentunnel befahrende Linien, 1. Mai 1938 · Den Lindentunnel befahrende Linien, 26. Mai 1950 |
| BVG               | 12                | Gartenfeld bzw. Siemensstadt, Verwaltungsgebäude – Neukölln, Köllnische Allee                                          | [ 20 ]            | Die Lindenkreuzung befahrende Linien, 1. September 1911 · Den Lindentunnel befahrende Linien, 19. Dezember 1916 · Den Lindentunnel befahrende Linien, 1. Mai 1938 · Den Lindentunnel befahrende Linien, 26. Mai 1950 |
| BVG               | 13                | Moabit, Wiebestraße – Kraftwerk Klingenberg                                                                            | [ 21 ]            | Die Lindenkreuzung befahrende Linien, 1. September 1911 · Den Lindentunnel befahrende Linien, 19. Dezember 1916 · Den Lindentunnel befahrende Linien, 1. Mai 1938 · Den Lindentunnel befahrende Linien, 26. Mai 1950 |
| BVG               | 35                | Wilhelmsruh, Hauptstraße – Mariendorf, Rennbahn                                                                        | [ 46 ]            | Die Lindenkreuzung befahrende Linien, 1. September 1911 · Den Lindentunnel befahrende Linien, 19. Dezember 1916 · Den Lindentunnel befahrende Linien, 1. Mai 1938 · Den Lindentunnel befahrende Linien, 26. Mai 1950 |
| BVG               | 40                | Grünthaler Straße/Bornholmer Straße – Dahlem, Kronprinzenallee/Königin-Luise-Straße                                    | [ 38 ]            | Die Lindenkreuzung befahrende Linien, 1. September 1911 · Den Lindentunnel befahrende Linien, 19. Dezember 1916 · Den Lindentunnel befahrende Linien, 1. Mai 1938 · Den Lindentunnel befahrende Linien, 26. Mai 1950 |
| BVG               | 49                | Buchholz, Kirche – Schützenstraße/Markgrafenstraße                                                                     | [ 47 ]            | Die Lindenkreuzung befahrende Linien, 1. September 1911 · Den Lindentunnel befahrende Linien, 19. Dezember 1916 · Den Lindentunnel befahrende Linien, 1. Mai 1938 · Den Lindentunnel befahrende Linien, 26. Mai 1950 |
| BVG               | 61                | Reinickendorf-Ost, Teichstraße – Steglitz, Stadtpark                                                                   | [ 48 ]            | Die Lindenkreuzung befahrende Linien, 1. September 1911 · Den Lindentunnel befahrende Linien, 19. Dezember 1916 · Den Lindentunnel befahrende Linien, 1. Mai 1938 · Den Lindentunnel befahrende Linien, 26. Mai 1950 |
| 26. Mai 1950      |                   | |                   | Die Lindenkreuzung befahrende Linien, 1. September 1911 · Den Lindentunnel befahrende Linien, 19. Dezember 1916 · Den Lindentunnel befahrende Linien, 1. Mai 1938 · Den Lindentunnel befahrende Linien, 26. Mai 1950 |
| BVG (Ost)         | 46                | Nordend, Straßenbahnhof – Mitte, Dönhoffplatz                                                                          | [ 49 ]            | Die Lindenkreuzung befahrende Linien, 1. September 1911 · Den Lindentunnel befahrende Linien, 19. Dezember 1916 · Den Lindentunnel befahrende Linien, 1. Mai 1938 · Den Lindentunnel befahrende Linien, 26. Mai 1950 |